# Numerical Electromagnetics Code
 For alternative betydninger, se NEC (flertydig). (Se også artikler, som begynder med NEC)
Numerical Electromagnetics Code (NEC)

,
er en algoritme og en generisk applikation, som oprindeligt blev skrevet i programmeringssproget fortran. Det blev udviklet med navnet NEC i 1970'erne. Det er og har været et populært radioantenne modelleringsmetode for radioantenner med trådelementer og fladeelementer. Koden blev offentliggjort til almen anvendelse og er i dag blevet distribueret til mange computerplatforme; lige fra mainframes til små PC'er.

## Hvordan det virker
NEC-modeller kan omfatte elektrisk ledende tråde nedgravet i en elektrisk set homogen jord, isolerede ledere og belastninger der er komplekse. Koden er baseret på method of moments-løsning af elektriske feltintegralligninger for tynde tråde og magnetiske feltintegralligninger for ledende flader. Algoritmen har ingen teoretiske begrænsninger og kan anvendes til modellering af store mængder af beskrivelseselementer eller for detaljeret modellering af små antenner.
Modellerne bliver defineret som trådelementer, trådskruelinje eller lignende og bliver som regel skrevet ind i en tekstfil som er i ASCII, hvis format bærer præg af hulkortformatet. Datafilen hentes ind i NEC-applikationen til at generere tabelresultater. Resultatet kan hentes ind i andre programmer f.eks. for at kunne visualisere resultatet og evt. generere andre grafiske repræsentationer som f.eks. smith charts.

## NEC-versioner
I dag (2007) er der mindst fire NEC-versioner, med NEC-2 som fremkom i 1981 – og NEC-4 i 1992. NEC-2 er den højeste version som er udgivet som offentlig ejendom uden licens. NEC-4 er stadig proprietær som holdes af Lawrence Livermore National Laboratory og University of California.
NEC-4 kræver en licens for at kunne bruges. Licensdetaljerne kan fås fra Lawrence Livermore National Laboratory.

MININEC var en version som blev skrevet i BASIC til hjemmecomputere. MININEC har flere kendte fejl sammenlignet med NEC.
Der findes flere vejvisere til forskellige NEC-versioner og hjælpeværktøjer.

## NEC2-udgaver
NEC2 findes efterhånden i mange offentligt tilgængelige udgaver - mange med kildekode. Oprindeligt var det skrevet i fortran. Senere er det blevet oversat til C (f.eks. nec2c) og sidst er det oversat til C++.